# Procariama simplex
Procariama simplex — викопний вид нелітаючих птахів родини фороракосових (Phorusrhacidae), що існував в Південній Америці 6,8 —4 млн років тому. Рештки птаха знайдені у відкладеннях формацій Серро-Азул та Андалгуала в провінції Катамарка на півдні Аргентини.

## Опис
Нелітаючий хижий птах. Він сягав до 70 см заввишки та важив близько 10 кг.